# 単冠湾

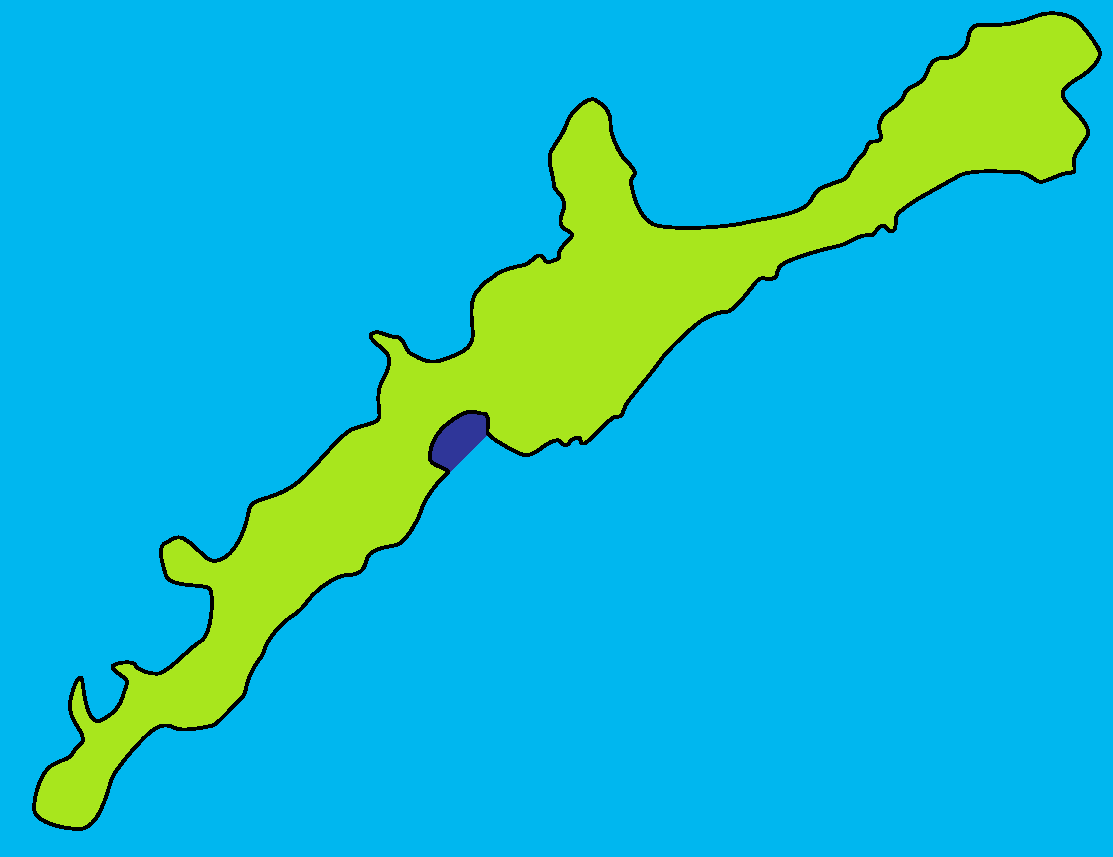
単冠湾の位置（濃紺の部分）

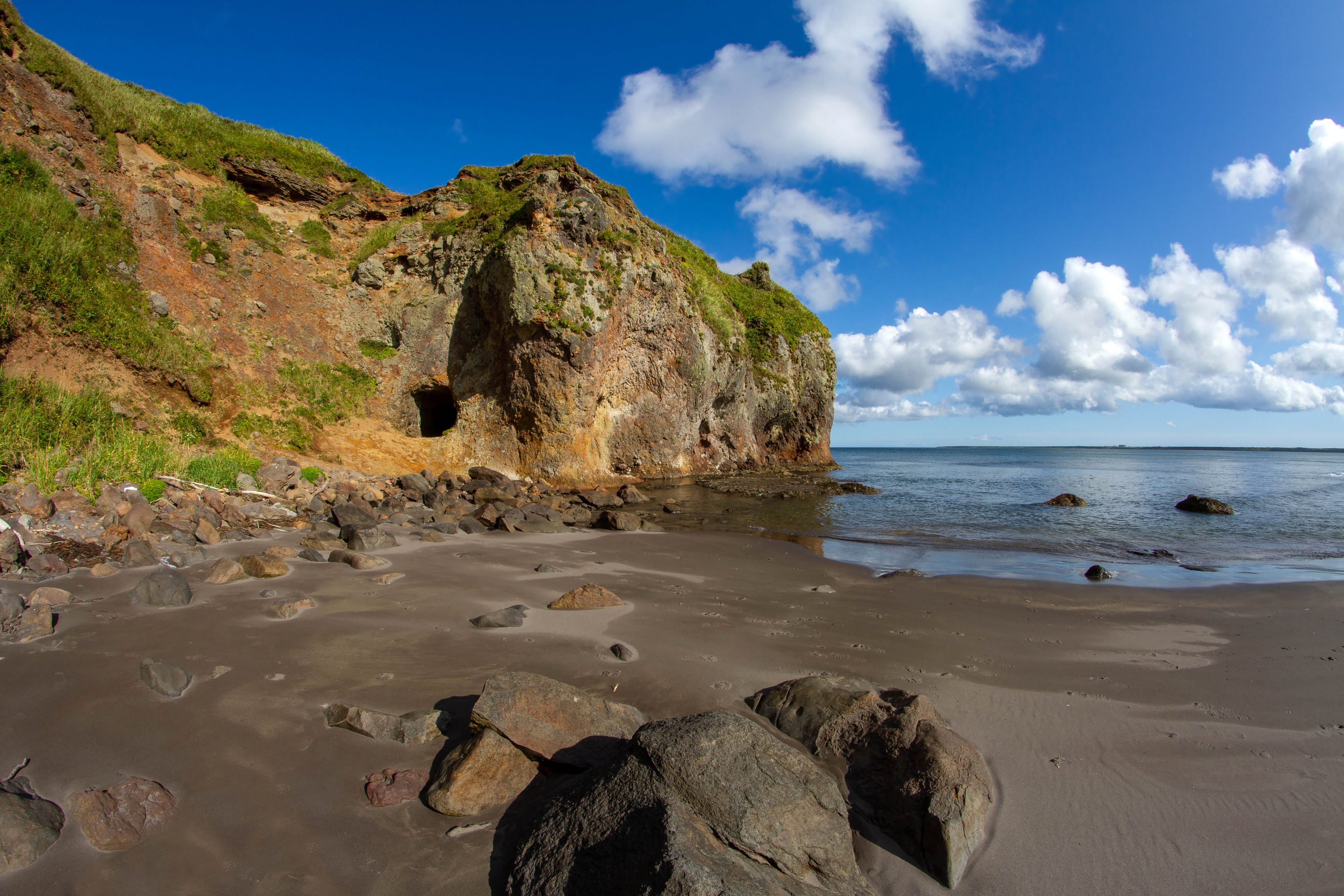
単冠湾の景色

単冠湾（ひとかっぷわん、ロシア語: Касатка、カサトカ湾）は、択捉島中部に位置する湾である。

## 概要
北緯44度57分0秒 東経147度41分0秒 / 北緯44.95000度 東経147.68333度座標: 北緯44度57分0秒 東経147度41分0秒 / 北緯44.95000度 東経147.68333度に位置する。太平洋に面し、南東側に開けている。湾口の幅は約10km。冬季でも流氷が接岸しない天然の良港である。
和名は、アイヌ語で「ヤマブドウの皮」を意味するhat（ヤマブドウ）・kap（皮）に由来する。ロシア名は、カサトカ湾（Зал. Касатка、カサートカ湾）と呼ばれる。これは、「シャチの湾」の意である。
1941年11月23日大日本帝国海軍第一航空艦隊（機動部隊）が単冠湾泊地に集結し、同26日に真珠湾攻撃のため艦隊がハワイへ向け出港した。

## 漁船集団遭難
1970年3月16日、発達した低気圧を避けるために日本の底引網漁船19隻が次々と単冠湾に避難。翌17日には湾内で9隻が風に吹き寄せられた流氷に閉じ込められ船体などが破損、うち4隻は船体放棄して、乗組員はソ連側に救助される、または択捉島に上陸を余儀なくされたが、この過程で30人が死亡または行方不明となった。生存した乗組員の大半は同年3月23日に巡視船宗谷で帰還。収容された遺体18人分は、同年4月にソ連側から返還されている。